# Red Hot Chili Peppers
Red Hot Chili Peppers is een Amerikaanse band, opgericht in 1982 in Los Angeles, Californië. De band staat bekend om het combineren van funk, rap, punk met rock.
De band bestaat tegenwoordig uit Anthony Kiedis (zang), Flea (bas), Chad Smith (drums) en John Frusciante (gitaar). Bekende ex-leden zijn onder andere Josh Klinghoffer, Hillel Slovak, Jack Irons (van Eleven en Pearl Jam) en Dave Navarro (van Jane's Addiction).
De Red Hot Chili Peppers zijn vooral bekend van hun albums Blood Sugar Sex Magik (1991), Californication (1999), By the Way (2002), Stadium Arcadium (2006), I'm with You (2011) en  The Getaway (2016). Bekende singles zijn onder meer Under the Bridge, Otherside, Californication, By the Way, Dani California en Snow ((Hey Oh)). In 2012 werden de Red Hot Chili Peppers geïntroduceerd in de Rock and Roll Hall of Fame en in 2022 in de Hollywood Walk of Fame. In 2022 verschenen de albums Unlimited Love en Return of the Dream Canteen.

## Biografie

### Beginperiode
Anthony Kiedis en Michael Balzary leerden elkaar kennen op Fairfax highschool. Ze waren allebei buitenbeentjes en werden beste vrienden. Op school leerden ze Hillel Slovak en Jack Irons kennen. Michael Balzary speelde al van jongs af aan trompet, en zwoer bij jazz. Toen Slovak hem echter rock liet horen was hij meteen verkocht. Slovak, die gitaar speelde, leerde hem basgitaar spelen, en ze begonnen een band. Balzary (Flea) op basgitaar, Slovak op gitaar en Irons op de drums. Ze hadden allerlei korte projecten. Op een gegeven moment zou Kiedis een keer mee mogen doen met zijn eigen tekst (hij schreef al regelmatig teksten). Het nummer dat ze speelden, Out in L.A. is het allereerste nummer van de Red Hot Chili Peppers. Eerst heette de band Tony Flow and the Miraculously Majestic Masters of Mayhem, maar werd later omgedoopt tot de Red Hot Chili Peppers.

### Eerste optredens (1982-1986)
De teksten van de Red Hot Chili Peppers waren aanvankelijk lichtvoetig van aard. De band werd bekend door hun 'sokkenact': regelmatig kwamen ze het podium op in niets dan een sok over de genitaliën (ook zichtbaar op de Abbey Road EP waarbij zij hetzelfde zebrapad overstaken als The Beatles op de hoes van hun Abbey Road album uit 1969). 
Hun album Freaky Styley viel op door het combineren van  punk en funk. Dit album werd overigens geproduceerd door George Clinton. Daarna volgde The Uplift Mofo Party Plan, dat werd uitgebracht in 1987.

### Verslaving (1987-1988)
In die jaren waren Slovak en Kiedis ernstig verslaafd aan heroïne. In 1988 stierf Slovak aan een overdosis heroïne. Kiedis was niet bij de begrafenis, maar ging naar Mexico, om daar af te kicken.  Kiedis zou tot 1995 clean blijven, maar later zou hij weer problemen met drugs krijgen. Irons stapte na dit ongeval uit de band, hij wilde niets meer te maken hebben met deze drugsproblemen, en werd vervangen door D.H. Peligro, ex-drummer van de Dead Kennedys. Al snel bleek het tussen hem en de band niet goed te klikken en Peligro werd al na ongeveer 8 maanden vervangen door Chad Smith. Aanvankelijk zou Dewayne Blackbyrd McKnight de vervanger worden voor Slovak, maar die voldeed niet. 
John Frusciante, een 18-jarige fan van de band, werd de nieuwe gitarist. 
In 2004 publiceerde Kiedis het boek Scar Tissue, een onthullende autobiografie vol met verhalen over seks en drugs.

### Naar de top (1989-1994)

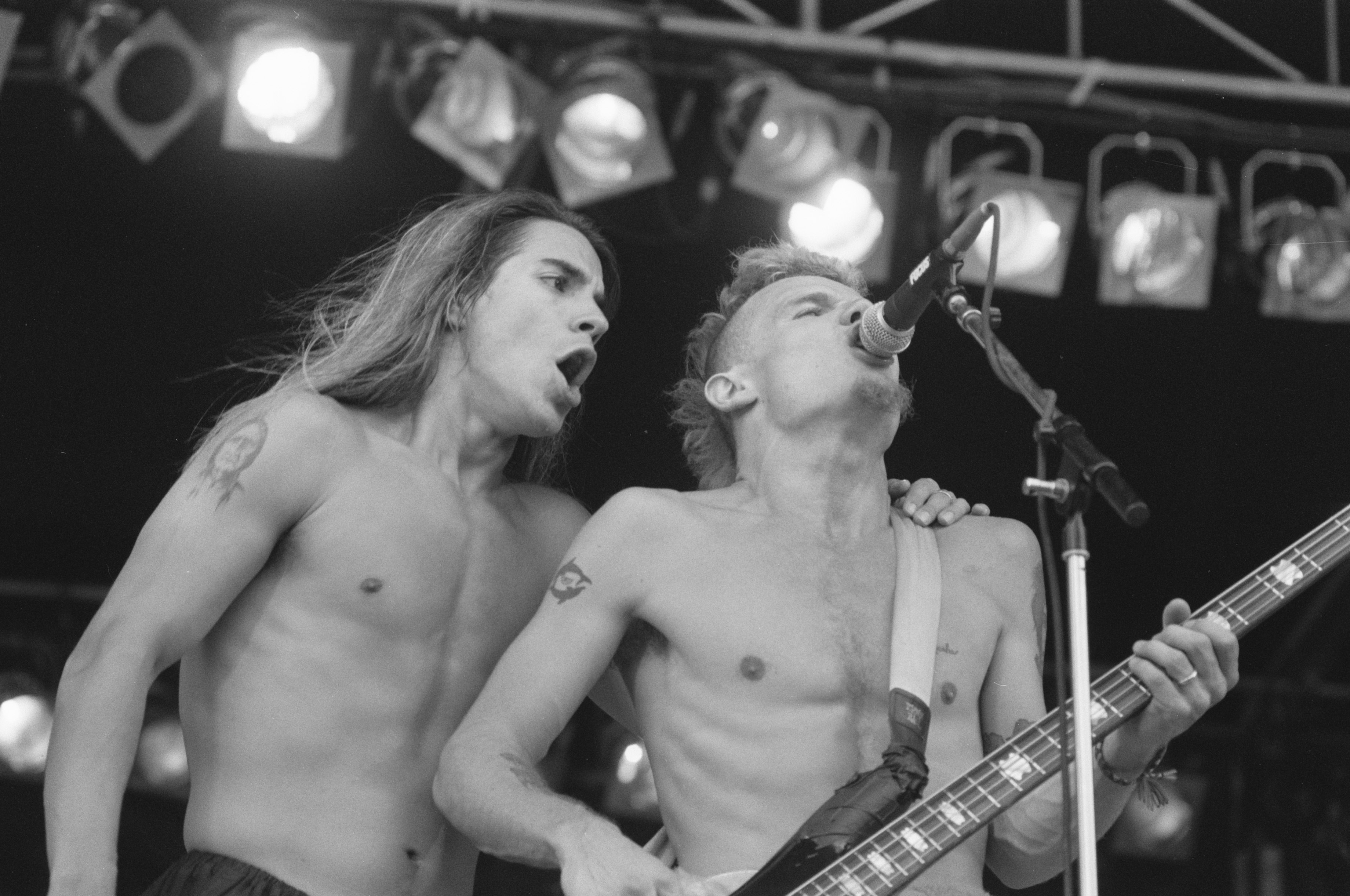
Red Hot Chili Peppers
(Uitmarkt Amsterdam, aug. 1989)

Mother's Milk (1989) betekende hun doorbraak, maar het was Blood Sugar Sex Magik (1991) die hen echt grote wereldsterren maakte. Dit album namen ze in volledige afzondering van de rest van de wereld, in een grote villa buiten Hollywood, op. Er kwamen echter grote spanningen in de band na de release van Blood Sugar Sex Magik. Niemand wist goed om te gaan met dit onverwachte succes. Tijdens hun grote wereldtournee werden de ruzies steeds erger en werd de sfeer in de band zeer slecht. Frusciante verliet de band vanwege drugsproblemen (heroïne) en omdat hij de druk van de enorme populariteit niet aankon.
Ook Frusciante raakte verslaafd aan heroïne. Hij maakte twee solo-albums: Niandra LaDes and Usually Just a T-Shirt en Smile from the Streets You Hold alvorens hij in 1998 terugkeerde in de band.

### Lastige tijden (1994-1997)
Na Frusciante wisselden de gitaristen elkaar af totdat na Jesse Tobias Dave Navarro verscheen. De Red Hot Chili Peppers wilden Navarro al langer als lid. Met hem maakten ze het album One Hot Minute. De opnames voor One Hot Minute verliepen moeizaam en geen enkele single van dit album verscheen in de Top 40. Het nummer My Friends stond als enige nummer op het Greatest Hits album. De verkoop van One Hot Minute viel tegen.  Er gingen geruchten dat de Peppers er na een afscheidstournee mee zouden stoppen. Navarro stapte uit de band in 1997, op het moment dat de verslaving van Frusciante een historisch dieptepunt bereikte.

### Terugkeer John Frusciante en populariteitsstijging (1998 - 2009)
Frusciante kwam weer terug in de band, definitief afgekickt, met dank aan Kiedis, Flea en Johnny Depp. Californication (1999) werd een grote hit. Het album bevatte de hits Scar Tissue, Otherside en Californication. In 2002 volgde het album By the Way, dat eveneens succesvol was. Frusciante drukte voor het eerst sinds lang zijn stempel op de arrangementen.

### Stadium Arcadium (2006-2007)
In 2006 brachten de Red Hot Chili Peppers het dubbelalbum Stadium Arcadium uit.  Op Stadium Arcadium voert pop de boventoon boven punk. Toch werd Stadium Arcadium bijzonder goed ontvangen: de Peppers werden zesmaal genomineerd voor de Grammy's van 2007 en wonnen de Grammy voor "Best Rock Album", "Best Boxed Set or Special Limited Edition Package", "Best Rock Song" en "Best Rock Performance by a Duo or Group with Vocal" (beide met Dani California). Hiermee werd Stadium Arcadium het meest bekroonde album van de Peppers. De band bracht vijf singles van het album uit. In de daaropvolgende tournee speelden de Peppers onder andere op Pinkpop 2006 en Rock Werchter. Op 24 juni 2007 traden de Peppers weer op in Nederland, ditmaal in het Goffertpark in Nijmegen.

### De band neemt een pauze en het vertrek van John Frusciante (2008-2010)
In een interview met Rolling Stone Magazine op 20 mei 2008, maakte zanger Kiedis bekend dat de band een pauze wilde inlassen van ten minste één jaar. Sinds het album Californication was de band non-stop bezig geweest met werk en optredens en ze waren daarvan uitgeput geraakt, aldus Kiedis. Anthony wilde zich gaan richten op het opvoeden van zijn zoon, Flea en Frusciante gingen aan soloprojecten werken en Smith ging in een jazzband drummen in Japan.
In juli 2009 werden geruchten dat Frusciante de band zou verlaten ontkend. Er werd zelfs een nieuw album aangekondigd. Maar op 16 december 2009 maakte Frusciante op zijn website bekend de band  te hebben verlaten, omdat hij geen interesse meer had om deel uit te maken van een grote rockband. Josh Klinghoffer maakte op 2 januari 2010 bekend dat hij de nieuwe gitarist was.

### I'm With You (2011-2013)
De band ging in juli 2010 weer de studio in voor hun tiende album. Op 6 juni 2011 werd bekend dat het nieuwe album I'm with You zou gaan heten. Ook werd de officiële releasedatum vastgesteld op 26 augustus 2011. Op 17 juni werden details over de nieuwe tour bekendgemaakt. Na een korte 'warming-up' in Azië, begon de tour op 17 september in Colombia en zou doorgaan tot in 2013.
Op 18 juli verscheen de leadsingle van I'm With You, getiteld The Adventures of Rain Dance Maggie. Op 17 september 2011 maakten Anthony en Chad, in een interview met BBC Radio 2 bekend dat Monarchy of Roses de tweede single van het album zou zijn. Deze kwam uit op 14 november 2011. In januari 2012 kwam de derde single van dit album, Look Around, uit. Het management van de band maakte in diezelfde maand bekend dat er geen B-kanten zouden verschijnen bij de toekomstige singles. In mei maakten Chad en Flea bekend dat vanaf dat moment 18 nieuwe nummers zouden verschijnen. Een gedeelte hiervan zou als B-kant van de singles gezien kunnen worden, de andere zijn opgenomen tijdens de wereldtournee.
Op 19 september 2011 werd de band genomineerd voor twee MTV Europe Music Awards awards voor Best Rock Band and Best Live Artist. Ze vielen niet in de prijzen.
Op 28 juni 2012 traden de Red Hot Chili Peppers weer op in het Goffertpark in Nijmegen en op 1 juli 2012 op Rock Werchter. In april 2013 eindigde de I'm With You-tour. Dit werd bekendgemaakt door Chad Smith.

### The Getaway (2016)
Op 5 mei 2016 werd het elfde studioalbum genaamd The Getaway officieel aangekondigd. Gelijktijdig werd het eerste nummer van het album, Dark Necessities, aangekondigd. Op 28 oktober 2015 werd al bekendgemaakt dat de Red Hot Chili Peppers headliners zouden zijn op Pinkpop 2016. Ze traden hier op vrijdag 10 juni op, begin juli op Rock Werchter en in november in Ziggo Dome en Sportpaleis.  

### John Frusciante keert opnieuw terug (2019-heden)
Op 15 december 2019 maakten de Red Hot Chili Peppers bekend dat John Frusciante voor de tweede keer terugkeerde bij de band. Josh Klinghoffer verliet de groep. Dit brengt de band veel inspiratie: in opnamesessies worden twee albums opgenomen, die beide in 2022 worden uitgebracht bij Warner Records. Op 1 april 2022 is het twaalfde studioalbum uitgebracht: Unlimited Love. In februari en maart kwamen in aanloop naar het album drie singles uit: Black Summer, Poster Child en Not The One uit. Op 14 oktober volgde  Return of the Dream Canteen uitgebracht .Tippa My Tongue was de eerste single.
Dit alles ging gepaard met een grote wereldtour, die het Goffertpark aandeed in de zomer van 2022 en Pinkpop afsloot in 2023. In zowel 2022 als 2023 was de band headliner op Rock Werchter. Sindsdien treden ze regelmatig op in de VS.

## Filantropie
De Red Hot Chili Peppers steunen de Sea Shepherd Conservation Society, een organisatie die onder andere strijd levert tegen de jacht op walvissen. Tijdens de campagne van Sea Shepherd doneerden de Red Hot Chili Peppers een bedrag van 100.000 dollar voor reparaties aan de Steve Irwin (het schip dat Sea Shepherd gebruikte tijdens hun campagne en dat problemen kreeg met zijn motor). In de laatste aflevering van Whale Wars dat werd uitgezonden op Discovery Channel was te zien dat de Red Hot Chili Peppers het geld overhandigden aan de kapitein (Paul Watson) van het schip de Steve Irwin.

## Bandleden

### Huidige leden
- Anthony Kiedis – zang (1982–heden)
- Flea (Michael Balzary) – basgitaar, achtergrondzang (1982–heden)
- John Frusciante – gitaar, achtergrondzang (1988–1992, 1998–2009, 2019–heden)
- Chad Smith – drums (1988–heden)

### Voormalige leden
- Hillel Slovak – gitaar, achtergrondzang (1982–1983, 1985–1988; overleden in 1988)
- Jack Irons – drums, achtergrondzang (1982–1983, 1986–1988)
- Cliff Martinez – drums (1983–1986)
- Jack Sherman – gitaar, achtergrondzang (1983–1984; overleden in 2020)
- DeWayne McKnight – gitaar, achtergrondzang (1988)
- D. H. Peligro (Darren Henley) – drums (1988; overleden in 2022)
- Arik Marshall – gitaar, achtergrondzang (1992–1993)
- Jesse Tobias – gitaar, achtergrondzang (1993)
- Dave Navarro – gitaar, achtergrondzang (1993–1998)
- Josh Klinghoffer – gitaar, achtergrondzang (2009–2019)

## Discografie

### Albums
| Album met eventuele hitnotering(en) in de Nederlandse Album Top 100 | Datum van verschijnen | Datum van binnenkomst | Hoogste positie | Aantal weken | Opmerkingen   |
| ------------------------------------------------------------------- | --------------------- | --------------------- | --------------- | ------------ | ------------- |
| Mother's Milk                                                       | 1989                  | 9 september 1989      | 69              | 11           | diamant       |
| Blood Sugar Sex Magik                                               | 20 september 1991     | 5 oktober 1991        | 2               | 71           |               |
| What Hits!?                                                         | 24 september 1992     | 10 oktober 1992       | 80              | 3            | Verzamelalbum |
| Out in L.A.                                                         | 1 november 1994       | 26 november 1994      | 94              | 3            |               |
| One Hot Minute                                                      | 8 september 1995      | 23 september 1995     | 5               | 18           |               |
| Californication                                                     | 7 juni 1999           | 19 juni 1999          | 2               | 130          | Platina       |
| By the Way                                                          | 8 juli 2002           | 20 juli 2002          | 1(5wk)          | 40           | Goud          |
| Greatest Hits                                                       | 14 november 2003      | 22 november 2003      | 4               | 42           | Verzamelalbum |
| Live in Hyde Park                                                   | 23 juli 2004          | 31 juli 2004          | 4               | 11           | Livealbum     |
| Stadium Arcadium                                                    | 4 mei 2006            | 13 mei 2006           | 1(5wk)          | 76           | Platina       |
| I'm with You                                                        | 26 augustus 2011      | 3 september 2011      | 1(1wk)          | 31           |               |
| The Getaway                                                         | 17 juni 2016          | 25 juni 2016          | 1(1wk)          | 41           |               |
| Unlimited Love                                                      | 1 april 2022          | 9 april 2022          | 1(1wk)          | 13           |               |
| Return of the Dream Canteen                                         | 14 oktober 2022       | 22 oktober 2022       | 1(1wk)          | 2*           |               |

| Album met hitnotering(en) in de Vlaamse Ultratop 200 albums | Datum van verschijnen | Datum van binnenkomst | Hoogste positie | Aantal weken | Opmerkingen   |
| ----------------------------------------------------------- | --------------------- | --------------------- | --------------- | ------------ | ------------- |
| Blood Sugar Sex Magik                                       | 20-09-1991            | 26-12-2020            | 184             | 1            |               |
| One Hot Minute                                              | 08-09-1995            | 23-09-1995            | 5               | 11           |               |
| Californication                                             | 07-06-1999            | 12-06-1999            | 6(2wk)          | 147*         |               |
| By the Way                                                  | 08-07-2002            | 20-07-2002            | 1               | 24           |               |
| Greatest Hits                                               | 14-11-2003            | 22-11-2003            | 1               | 36           | Verzamelalbum |
| Live in Hyde park                                           | 23-07-2004            | 31-07-2004            | 1(3wk)          | 16           | Livealbum     |
| Stadium Arcadium                                            | 05-05-2006            | 13-05-2006            | 1               | 56           | Platina       |
| I'm with You                                                | 26-08-2011            | 03-09-2011            | 3               | 35           | Goud          |
| The Getaway                                                 | 17-06-2016            | 25-06-2016            | 1               | 49           |               |
| Unlimited Love                                              | 01-04-2022            | 09-04-2022            | 2               | 19*          |               |
| Return of the Dream Canteen                                 | 14-10-2022            | 22-10-2022            | 2               | 1*           |               |

### Singles
| Single met eventuele hitnotering(en) in de Nederlandse Top 40 | Datum van verschijnen | Datum van binnenkomst | Hoogste positie | Aantal weken | Opmerkingen                                       |
| ------------------------------------------------------------- | --------------------- | --------------------- | --------------- | ------------ | ------------------------------------------------- |
| Higher Ground                                                 | 1990                  | 24 maart 1990         | tip6            | -            | Nr. 38 in de Nationale Top 100                    |
| Under the Bridge                                              | 1992                  | 7 maart 1992          | 1(3wk)          | 15           | Nr. 1 in Nationale Top 100                        |
| Give It Away                                                  | 1992                  | 13 juni 1992          | tip4            | -            | Nr. 42 in de Nationale Top 100                    |
| Breaking the Girl                                             | 1992                  | 22 augustus 1992      | tip5            | -            | Nr. 48 in de Nationale Top 100                    |
| Scar Tissue                                                   | 1999                  | 14 augustus 1999      | 24              | 7            | Nr. 38 in de Mega Top 100                         |
| Around the World                                              | 1999                  | 2 oktober 1999        | tip4            | -            | Nr. 69 in de Mega Top 100                         |
| Otherside                                                     | 2000                  | 12 februari 2000      | 14              | 14           | Nr. 24 in de Mega Top 100                         |
| Californication                                               | 2000                  | 24 juni 2000          | 9               | 10           | Nr. 41 in de Mega Top 100                         |
| Road Trippin'                                                 | 2000                  | 18 november 2000      | tip6            | -            | Nr. 80 in de Mega Top 100                         |
| By the Way                                                    | 2002                  | 29 juni 2002          | 9               | 13           | Nr. 12 in de Mega Top 100 / Megahit / Alarmschijf |
| The Zephyr Song                                               | 2002                  | 2 november 2002       | 37              | 2            | Nr. 72 in de Mega Top 100                         |
| Can't Stop                                                    | 2003                  | 1 maart 2003          | 23              | 5            | Nr. 65 in de B2B Single Top 100                   |
| Fortune Faded                                                 | 2003                  | 22 november 2003      | 34              | 5            | Nr. 61 in de B2B Single Top 100                   |
| Dani California                                               | 2006                  | 22 april 2006         | 8               | 19           | Nr. 7 in de Mega Top 50 / Megahit / Alarmschijf   |
| Tell Me Baby                                                  | 2006                  | 15 juli 2006          | 18              | 11           | Nr. 27 in de Mega Top 50 / Alarmschijf            |
| Snow ((Hey Oh))                                               | 2006                  | 2 december 2006       | 5               | 18           | Nr. 5 in de Mega Top 50 / Alarmschijf             |
| Desecration Smile                                             | 2007                  | 10 maart 2007         | 13              | 13           | Nr. 24 in de Mega Top 50 / Alarmschijf            |
| Hump de Bump                                                  | 2007                  | 19 mei 2007           | 29              | 4            | Nr. 43 in de Mega Top 50                          |
| The Adventures of Rain Dance Maggie                           | 22 juli 2011          | 6 augustus 2011       | 24              | 7            | Nr. 28 in de Mega Top 50 / Megahit / Alarmschijf  |
| Monarchy of Roses                                             | 2011                  | 15 oktober 2011       | tip3            | -            |                                                   |
| Dark Necessities                                              | 2016                  | 2016                  | 35              | 3            | Nr. 60 in de B2B Single Top 100                   |
| Black Summer                                                  | 2022                  | 05 februari 2022      | tip4            | 4            |                                                   |
| These Are the Ways                                            | 2022                  | 02 April 2022         | tip30*          |              |                                                   |

| Single met hitnotering(en) in de Vlaamse Ultratop 50 | Datum van verschijnen | Datum van binnenkomst | Hoogste positie | Aantal weken | Opmerkingen                 |
| ---------------------------------------------------- | --------------------- | --------------------- | --------------- | ------------ | --------------------------- |
| Under the Bridge                                     | 02-03-1992            | 28-03-1992            | 1(2wk)          | 14           | Nr. 1 in de Radio 2 Top 30  |
| Give It Away                                         | 04-09-1991            | 04-07-1992            | 30              | 1            | Nr. 17 in de Radio 2 Top 30 |
| Love Rollercoaster                                   | 12-01-1997            | 07-12-1996            | tip10           | -            |                             |
| Scar Tissue                                          | 25-05-1999            | 10-07-1999            | tip11           | -            |                             |
| Californication                                      | 20-05-2000            | 15-07-2000            | tip6            | -            |                             |
| By the Way                                           | 24-06-2002            | 17-08-2002            | 50              | 1            |                             |
| Fortune Faded                                        | 17-11-2003            | 03-01-2004            | tip14           | -            |                             |
| Dani California                                      | 28-04-2006            | 29-04-2006            | 9               | 25           |                             |
| Tell Me Baby                                         | 17-07-2006            | 19-08-2006            | 44              | 5            |                             |
| Snow ((Hey Oh))                                      | 13-11-2006            | 25-11-2006            | 9               | 23           | Nr. 10 in de Radio 2 Top 30 |
| Desecration Smile                                    | 12-02-2007            | 10-03-2007            | tip13           | -            |                             |
| The Adventures of Rain Dance Maggie                  | 22-07-2011            | 03-09-2011            | 14              | 6            |                             |
| Monarchy of Roses                                    | 03-10-2011            | 29-10-2011            | tip18           | -            |                             |
| Look Around                                          | 30-01-2012            | 11-02-2012            | tip20           | -            |                             |
| Brendan's Death Song                                 | 04-06-2012            | 16-06-2012            | tip39           | -            |                             |
| Dark Necessities                                     | 06-05-2016            | 21-05-2016            | 18(2wk)         | 17           | Nr. 10 in de Radio 2 Top 30 |
| Go Robot                                             | 05-09-2016            | 21-05-2016            | tip14           | -            |                             |
| Sick Love                                            | 12-12-2016            | 31-12-2016            | tip28           | -            |                             |
| Black Summer                                         | 04-02-2022            |                       |                 |              |                             |

### NPO Radio 2 Top 2000
| Nummers met noteringen in de NPO Radio 2 Top 2000 | '06 | '07 | '08 | '09 | '10  | '11 | '12 | '13 | '14  | '15  | '16  | '17  | '18  | '19  | '20  | '21  | '22  | '23  | '24  |
| ------------------------------------------------- | --- | --- | --- | --- | ---- | --- | --- | --- | ---- | ---- | ---- | ---- | ---- | ---- | ---- | ---- | ---- | ---- | ---- |
| By the Way                                        | -   | -   | -   | -   | -    | -   | -   | -   | -    | -    | 991  | 1108 | 1321 | 1785 | 1476 | 1415 | 1260 | 1505 | 1717 |
| Californication                                   | -   | -   | -   | 490 | 128  | 99  | 108 | 109 | 175  | 157  | 114  | 127  | 114  | 133  | 126  | 141  | 140  | 154  | 188  |
| Can't Stop                                        | -   | -   | -   | -   | -    | -   | -   | -   | -    | -    | -    | -    | 941  | 849  | 909  | 914  | 808  | 814  | 906  |
| Dani California                                   | -   | -   | -   | 338 | 1258 | 538 | 564 | 516 | 852  | 724  | 722  | 920  | 826  | 894  | 1007 | 1025 | 977  | 1105 | 1180 |
| Dark Necessities                                  | ×   | ×   | ×   | ×   | ×    | ×   | ×   | ×   | ×    | ×    | 1089 | 555  | 624  | 726  | 775  | 795  | 813  | 941  | 953  |
| Give It Away                                      | -   | -   | -   | -   | -    | -   | -   | -   | -    | 1012 | 626  | 960  | 986  | 983  | 878  | 930  | 1013 | 1097 | 1403 |
| Otherside                                         | -   | -   | -   | -   | -    | -   | -   | -   | 658  | 522  | 554  | 591  | 578  | 601  | 603  | 643  | 595  | 714  | 582  |
| Road Trippin'                                     | -   | -   | -   | -   | -    | -   | -   | -   | -    | -    | 964  | 1016 | 979  | 904  | 811  | 880  | 843  | 992  | 896  |
| Scar Tissue                                       | -   | -   | -   | -   | -    | -   | -   | -   | 469  | 474  | 430  | 521  | 496  | 586  | 539  | 602  | 583  | 596  | 658  |
| Snow (Hey Oh)                                     | -   | -   | -   | 193 | 275  | 261 | 290 | 269 | 386  | 335  | 330  | 429  | 376  | 463  | 478  | 475  | 492  | 577  | 597  |
| Tell Me Baby                                      | -   | -   | -   | -   | -    | -   | -   | -   | 1912 | 1863 | -    | -    | -    | -    | -    | -    | -    | -    | -    |
| Under the Bridge                                  | 71  | 72  | 185 | 35  | 59   | 54  | 60  | 43  | 64   | 66   | 50   | 56   | 66   | 78   | 80   | 84   | 86   | 101  | 109  |

1. ↑  Een '-' betekent dat het nummer niet was genoteerd, een '×' betekent dat het nummer nog niet was uitgebracht en een vetgedrukt getal geeft de hoogste notering van een nummer aan.
2. ↑  2006 was het eerste jaar met een notering voor Red Hot Chili Peppers.

### Dvd's
| Dvd's met hitnoteringen in de DVD Top 30 | Datum van verschijnen' | Datum van binnenkomst | Hoogste positie | Aantal weken | Opmerkingen |
| ---------------------------------------- | ---------------------- | --------------------- | --------------- | ------------ | ----------- |
| Live at Slane Castle                     | 2003                   | 29-11-2003            | 14              | 33           |             |

## Trivia

### Film
- In F.I.S.T. (1978) speelt Anthony de zoon van hoofdrolspeler Sylvester Stallone.
- In Tough Guys (1986) spelen de Red Hot Chili Peppers op een feestje.
- In Trashing (1986) spelen de Red Hot Chili Peppers op een feestje. Skatefilm met in de hoofdrol Josh Brolin.
- In Back to the Future Part II (1989) en Back to the Future Part III (1990) speelt Flea het personage Douglas J. Needles, die niet bepaald een vriend is van Marty McFly.
- In Point Break (1991) speelt leadzanger Anthony Kiedis een surfer die zichzelf bij een inval van de politie in de voet schiet.
- In My Own Private Idaho (1991) speelt Flea een klein rolletje. Tijdens de opnames verbleef hij met onder meer hoofdrolspelers River Phoenix en Keanu Reeves in het huis van regisseur Gus Van Sant, waar ze zo druk waren met feesten en muziek maken dat de regisseur zelf bij een vriend is gaan logeren om wat slaap te krijgen.
- In The Chase (1994) spelen Anthony en Flea mee als Will en Dale, een tweetal dat met inzet van hun jeep een aantal achtervolgingen probeert te beëindigen.
- In The Big Lebowski (1998) speelt bassist Flea een rolletje als lid van de Duitse band 'Nagelbett', een persiflage op de elektronische band uit de jaren 70 Kraftwerk.
- In Fear and Loathing in Las Vegas (1998) speelt Flea een kleine bijrol als bezoeker van een lsd-feestje in de jaren 70.

### Overige
- In de Amerikaanse serie The Simpsons hebben ze ook al eens een gastrol gehad. Met Anthony Kiedis, Arik Marshall, Flea en Chad Smith.
- In de videoclip van Bob Sinclars nummer Rock This Party doen een jongen en twee meisjes de Peppers na. Dat is vooral te zien aan de jongen die Anthony naspeelt en veel tattoos heeft waaronder het Peppers-symbool (een soort asterisk).